# Mont Saint-Clair

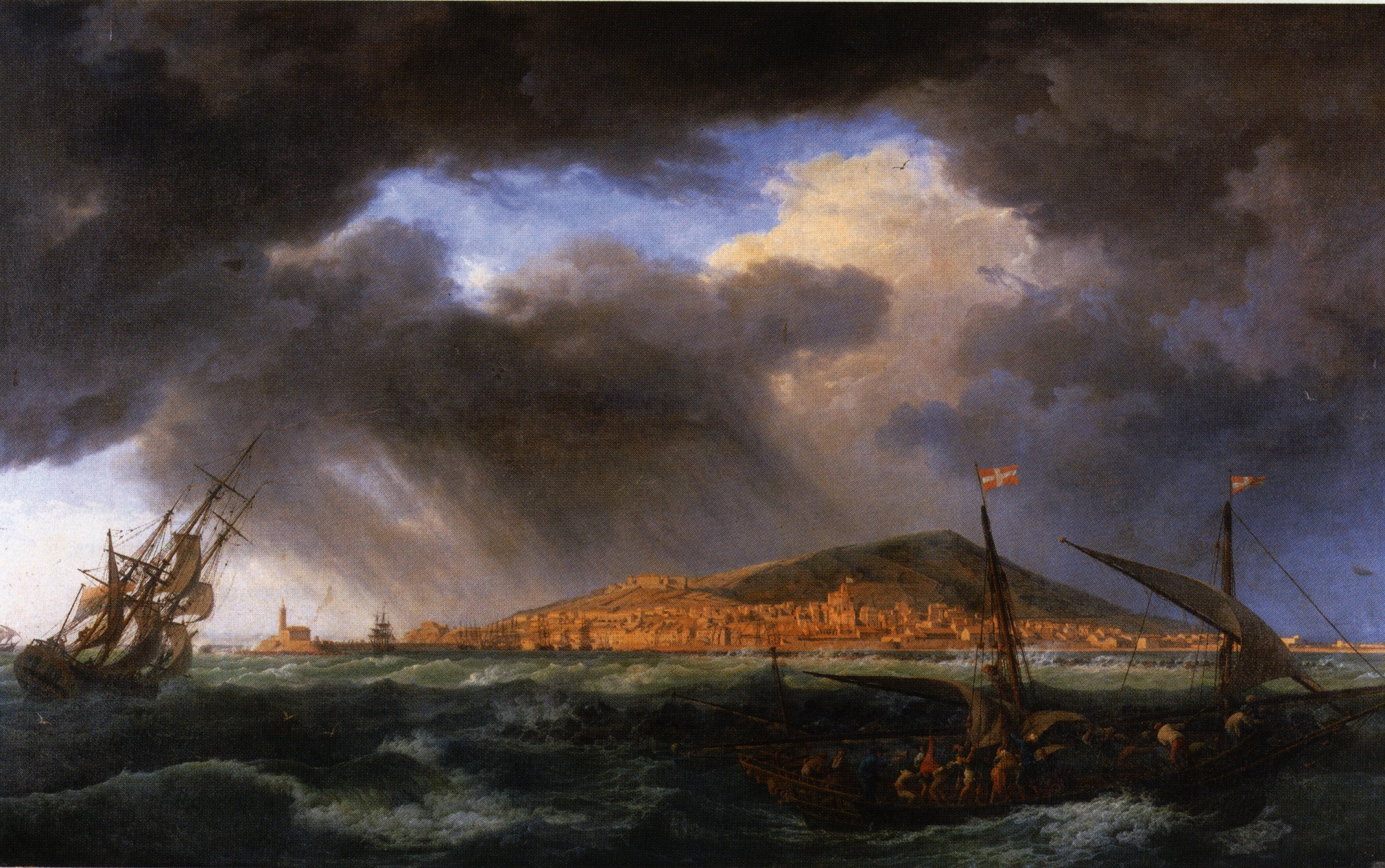
Le Port de Sète sous la tempête, Gemälde von Claude Joseph Vernet mit dem Mont Saint-Clair und dem Hafen von Sète (1757)

Der nur 175 m hohe Kalksteinhügel des Mont Saint-Clair dominiert weite Strecken der überwiegend flachen französischen Mittelmeerküste und die Stadt Sète.

## Lage
Der Mont Saint-Clair befindet sich ca. 30 km (Fahrtstrecke) südwestlich von Montpellier am Mittelmeer bzw. am Étang de Thau. An ihn schließen sich in beiden Richtungen der Küstenlinie schmale Landzungen und Sandbänke an, die das Mittelmeer und die 18 km lange mit Süßwasser gespeiste Lagune, den Étang de Thau (auch „Bassin de Thau“), voneinander trennen. Etwa 25 km südwestlich von Sète liegt der Urlaubs- und Retortenort Cap d’Agde; ca. 45 km nordöstlich befindet sich La Grande-Motte.

## Geschichte
Im Jahr 1973 wurden Spuren einer bronzezeitlichen Ansiedlung am Fuß des Mont Saint-Clair im Étang de Thau zwei Meter unter dem heutigen Wasserspiegel entdeckt. Als markante Landmarke dient er der Schifffahrt vermutlich schon seit Jahrtausenden. Er ist heute Hausberg der im 17. Jahrhundert als Hafen gegründeten Stadt Sète, deren Name (früher Cette) sich angeblich von der Form des Bergs ableitet, die von Ferne an einen Ginsterbusch erinnert. Im 17. und 18. Jahrhundert wurden Ort und Hafen durch Festungsanlagen auch militärisch gesichert.

## Kapelle
Im Jahr 1861 erbauten die Fischer und andere Einwohner von Sète auf dem Gipfel des Mont Saint-Clair eine Kapelle zu Ehren der Jungfrau Maria; diese wurde drei Jahre später der Gottesmutter von La Salette (Notre-Dame-de-la-Salette) geweiht. Die Wände einer Seitenkapelle sind mit Votivgaben geschmückt. Im Jahr 1952 wurde die Kapelle mit Fresken ausgemalt.

## Aussicht
Vom Gipfel des Mont Saint-Clair genießt man eine gute Aussicht über die Stadt Sète, den Hafen und den Étang de Thau.

## Sport
Im Jahr 2012 diente der Mont Saint-Clair als Bergwertung der 3. Kategorie im Verlauf der 13. Etappe der Tour de France.